# Draba cacuminum
Draba cacuminum là một loài thực vật có hoa trong họ Cải. Loài này được E.Ekman mô tả khoa học đầu tiên năm 1917.